# Bisaltes columbianus
Bisaltes columbianus es una especie de escarabajo longicornio del género Bisaltes, subfamilia Lamiinae. Fue descrita científicamente por Breuning en 1971.
Se distribuye por Colombia. Posee una longitud corporal de 9-12 milímetros.